# Колетт (фільм)
Колетт (англ. Colette) — біографічний драматичний фільм режисера Воша Вестморленда, який розповідає про життя французької письменниці Колетт. В головних ролях Кіра Найтлі, Домінік Вест, Елеонор Томлінсон, Деніс Гоф та Аїша Гарт.
Стрічка була представлена 20 січня 2018 року на фестивалі «Санденс». 21 вересня вийшла у США, дистриб'ютор — компанія Bleecker Street.

## У ролях
| Актор             | Роль                              |
| ----------------- | --------------------------------- |
| Кіра Найтлі       | Габріель Колетт                   |
| Домінік Вест      | Анрі Готьє-Віллар, чоловік Колетт |
| Елеонор Томлінсон | Жорж Артур-Дюваль                 |
| Аїша Гарт         | Полер                             |
| Фіона Шоу         | Сідо                              |
| Деніз Гоф         | Матільда де Морні                 |
| Роберт П'ю        | Жуль                              |
| Ребекка Рут       | Рашильда                          |
| Джейк Граф        | Гастон Арман де Калаве            |
| Джуліан Водгем    | Олендорфф                         |

## Виробництво
1 лютого 2016 року було оголошено, що над стрічкою буде працювати режисер Вош Вестморленд, який також і написав сценарій до неї за участі свого чоловіка Річарда Глатцера. Фінансування знімання здійснила компанія Bold Films. Також Deadline.com оголосив, що головну роль зіграє Кіра Найтлі. 15 травня 2017 року було оголошено, що чоловіка Колетт зіграє Домінік Вест.
Знімання фільму почали влітку 2017 року.

## Реліз
Світова прем'єра стрічки відбулась 20 січня 2018 року на фестивалі «Санденс». Невдовзі права на показ фільму в США та Великій Британії придбали компанії Bleecker Street, 30West та Lionsgate. Прем'єра у США відбулась 21 вересня 2018 року, а у Великій Британії запланована на 11 січня 2019 року.

## Критика
Вебсайт Rotten Tomatoes дає фільму рейтинг 85 % на основі 114 оглядів. Портал Metacritic оцінює стрічку у 74 бали зі 100 на основі вражень 33 критиків та зазначає «в цілому позитивні відгуки».